# Medenbachite
La medenbachite è un minerale appartenente al gruppo omonimo.